# Desert Strike: Return to the Gulf
 (janvier 2019).
Si vous disposez d'ouvrages ou d'articles de référence ou si vous connaissez des sites web de qualité traitant du thème abordé ici, merci de compléter l'article en donnant les références utiles à sa vérifiabilité et en les liant à la section « Notes et références ».
Desert Strike: Return to the Gulf est un jeu vidéo d'action mettant le joueur aux commandes d'un hélicoptère de combat dans le désert du Moyen-Orient. Développé et édité par Electronic Arts en 1992 sur Mega Drive, Master System et Super Nintendo, le jeu a été édité en 1993 sur Amiga et Lynx, et en 1994 sur DOS, Game Boy et Game Gear. Une version Game Boy Advance est également sortie en 2002, sous le titre Desert Strike Advance.

## Synopsis
Le jeu prend place dans un pays désertique du golfe, dans un contexte militaire rappelant la guerre du Golfe, les évènements du jeu se déroulent un an post-conflit. L'ennemi numéro un dont il est question dans les briefings ressemble clairement à Saddam Hussein mais il s'agit du General Ibn Kilbaba, dictateur d'un pays inconnu du Golfe Persique qui menace de commencer une « lutte suprême ».
Le président des États-Unis a dépêché ses meilleurs pilotes pour accomplir une série de missions préventives visant à anéantir la menace.

## Système de jeu

### Déroulement
Le jeu s'étend sur un total de 4 campagnes comprenant chacune entre 4 et 8 missions à remplir. Le joueur, après un briefing lui expliquant la marche à suivre, dirige un hélicoptère d'attaque, l'Apache AH-64, et doit accomplir dans l'ordre qu'il souhaite les différents objectifs de sa mission. Il est toutefois préférable de les faire dans l'ordre car l'attaque préalable de points stratégiques (radar, centrale électrique, etc.) facilite les missions qui s'ensuivent.
Les deux dernières campagnes ont des missions « masquées » pour le joueur, les missions sont révélées au fur et à mesure que le joueur les termine.
Effectuer des objectifs secondaires (sauver des prisonniers par exemple) permet de restaurer le blindage de l’hélicoptère mais aussi de gagner plus de points. À l'inverse, nuire à la population ou aux objectifs (exécution de civils, destruction de bâtiments américains ou locaux) retire des points et peut faire échouer l'intégralité de la campagne.

### Terrain
Chaque campagne commence et se termine sur une frégate de la Navy.
La quasi-totalité des éléments du jeu sont destructibles.
Le joueur peut se déplacer n'importe où dans le niveau, en se repérant à l'aide d'une carte rassemblant toutes les informations nécessaires au joueur :
- Les objectifs de mission
- Les véhicules et bâtiments ennemis
- Les ravitaillements (carburant, recharge de munitions)
- Les alliés portés disparus (MIA)
- Les zones stratégiques comme la zone d'atterrissage

### Apache AH-64
Dans le jeu, l'Apache AH-64 possède 600 points de blindage, 100 unités de carburant et peut embarquer 6 personnes en plus du pilote et du copilote.
Le joueur dispose de 3 armes différentes :
- Les missiles AGM-114 Hellfire faisant 100 points de dégât, le joueur en embarque 8 au maximum
- Les roquettes Hydra-70 faisant 25 points de dégât, le joueur en embarque 38 au maximum
- Le canon M230 de 30 mm faisant 5 points de dégât, le joueur en embarque 1178 au maximum

Le joueur est toujours assisté par son copilote, qu'il peut choisir à l'écran de sélection. Plus son copilote est compétent et expérimenté, plus les tirs ont de chance d'atteindre leur cible et plus la cadence de tir est élevée. Le choix du copilote s'étoffe au fur et à mesure que le joueur les récupère au cours des campagnes.

### Ravitaillement
Hélitreuiller des caisses d'armement permet de restaurer entièrement la réserve de munition, quel que soit l'état de l'armement restant. Les bidons de carburant permettent aussi de remettre au maximum la jauge d'essence. Il est aussi possible de récupérer des caisses contenant une vie, elles sont marquées d'une croix rouge. Enfin, certains bâtiments détruits laissent apparaître une mallette rose qui, une fois hélitreuillée permet de restaurer le blindage de l’hélicoptère (600 points).
Évacuer des personnes embarquées dans l'hélicoptère sur une ZA permet de récupérer 100 points d'armure par personne.

## Équipe de développement
- Programmation : Mike Posehn
- Game Design : Mike Posehn, John Manley
- Graphismes : Paul Vernon, Gary Martin, Amy Hennig
- Son : Rob Hubbard, Brian Schmidt
- Musique : Rob Hubbard, Brian Schmidt
- Réalisateur technique : Carl Mey
- Producteur : Richard Robbins

## Versions
- 1992 - Mega Drive
- 1992 - Super Nintendo
- 1992 - Master System (porté par Domark)
- 1993 - Amiga
- 1993 - Lynx
- 1994 - DOS (Gremlin Interactive)
- 1994 - Game Gear (Tiertex)
- 1994 - Game Boy (Ocean Software / Malibu Games)
- 2002 - Game Boy Advance (Budcat Creations)

La version Mega Drive a été rééditée en 2006 sur PlayStation Portable dans la compilation EA Replay.